# Zbigniew Seifert (album)
Zbigniew Seifert – album muzyczny polskiego skrzypka jazzowego Zbigniewa Seiferta nagrany w Dureco Sound Studio, Weesp (Holandia) i wydany w 1977 w Stanach Zjednoczonych przez Capitol Records.

## Muzycy
- Zbigniew Seifert – skrzypce, organy, syntetyzer, fortepian
- John Lee – gitara basowa
- John Arthur Lee[2] – gitara basowa
- John Turner – gitara basowa
- Philip Catherine – gitara elektryczna
- Stefan Diez – gitara elektryczna
- Joe Caro – gitara akustyczna, gitara elektryczna
- Reggie Lucas – gitara elektryczna
- James Batton – fortepian elektryczny, klawinet
- James Batron[3] – keyboard
- Dwight Brewster – keyboard, fortepian elektryczny, klawinet
- Hubert Eaves III – organy, keyboard, fortepian, klawinet
- Mike Mandel – syntetyzer
- Rob Franken – syntetyzer
- Jon Faddis – trąbka
- Randy Brecker – trąbka
- Michael Lawrence – trąbka
- Michael Brecker – saksofon tenorowy
- David Taylor – puzon
- Chris Hinze – flet altowy, flet basowy
- Daryl R. Brown – perkusja
- Darrell Brown[3] – instrumenty perkusyjne
- Gerry Brown – perkusja
- Hakim Emanuel Thompson – perkusja, instrumenty perkusyjne
- James Mtume – instrumenty perkusyjne, śpiew
- Tawatha Agee – śpiew
- Cheryl Alexander – śpiew

## Lista utworów
Strona A
| 1. | „On The Farm” (Zbigniew Seifert) Zbigniew Seifert – skrzypce, James Batton – fortepian elektryczny, Rob Franken – syntetyzer, John Turner – gitara basowa, Hakim Emanuel Thompson – perkusja, Mtume – instrumenty perkusyjne, Stefan Diez – gitara elektryczna, Joe Caro – gitara elektryczna | 5:26  |
|    | |       |
| 2. | „Quasimodo” (Zbigniew Seifert) Zbigniew Seifert – skrzypce, syntetyzer, Rob Franken – syntetyzer, James Batton – fortepian elektryczny, Hubert Eaves – fortepian, Dwight Brewster – klawinet, John Turner – gitara basowa, Gerry Brown – perkusja, Mtume – instrumenty perkusyjne, Reggie Lucas – gitara elektryczna, Stefan Diez – gitara elektryczna, Jon Faddis – trąbka, Michael Lawrence – trąbka, Michael Brecker – saksofon tenorowy, Dave Taylor – puzon basowy | 4:21  |
|    | |       |
| 3. | „Way To Oasis” (Zbigniew Seifert) Zbigniew Seifert – skrzypce, fortepian, sekcja smyczków, James Batton – fortepian elektryczny, Rob Franken – syntetyzer, Chris Hinze – flety, John Lee – gitara basowa, Gerry Brown – perkusja, Reggie Lucas – gitara elektryczna, Stefan Diez – gitara elektryczna | 3:55  |
|    | |       |
| 4. | „For The Love Of You” (Rudolph Isley, O’Kelly Isley, Ronald Isley, Ernie Isley, Chris Jasper) Zbigniew Seifert – skrzypce, James Batton – fortepian elektryczny, Hubert Eaves – fortepian, John Lee – gitara basowa, Daryl Brown – perkusja, Chris Hinze – flet altowy, Joe Caro – gitara akustyczna, Reggie Lucas – gitara elektryczna, Cheryl Alexander – śpiew, Tawatha Agee – śpiew                                                                                 | 3:58  |
|    | |       |
|    | | 17:40 |
|    | |       |
Strona B
| 1. | „Chinatown” (Zbigniew Seifert) Zbigniew Seifert – skrzypce, organy, James Batton – fortepian elektryczny, Hubert Eaves – organy, klawinet, Mike Mandel – syntetyzer Rob Franken – syntetyzer, John Turner – gitara basowa, Hakim Emanuel Thompson – perkusja, Mtume – instrumenty perkusyjne, Stefan Diez – gitara elektryczna                                           | 5:11  |
|    | |       |
| 2. | „Nasty Gal” (John Lee) Zbigniew Seifert – skrzypce, James Batton – klawinet, Rob Franken – syntetyzer, John Lee – gitara basowa, Gerry Brown – perkusja, Mtume – instrumenty perkusyjne, Stefan Diez – gitara elektryczna, Philip Catherine – gitara elektryczna, Joe Caro – gitara elektryczna, Randy Brecker – trąbka, Michael Brecker – saksofon tenorowy             | 3:58  |
|    | |       |
| 3. | „Would You Ever…” (Chris Hinze) Zbigniew Seifert – skrzypce, Dwight Brewster – fortepian elektryczny, klawinet, John Lee – gitara basowa, Daryl Brown – perkusja, Mtume – instrumenty perkusyjne, śpiew, Jon Faddis – trąbka, Michael Lawrence – trąbka, Michael Brecker – saksofon tenorowy, Dave Taylor – puzon basowy, Cheryl Alexander – śpiew, Tawatha Agee – śpiew | 4:09  |
|    | |       |
| 4. | „Song for Christopher” (Zbigniew Seifert) Zbigniew Seifert – skrzypce, James Batton – fortepian elektryczny, John Turner – gitara basowa, Hakim Emanuel Thompson – trójkąt, Chris Hinze – flet, flet altowy, flet basowy, Cheryl Alexander – śpiew | 5:41  |
|    | |       |
|    | | 18:59 |
|    | |       |

## Dodatkowe informacje
- Producenci – Chris Hinze, John Lee dla Zembu Productions
- Producent wykonawczy, mastering – Skip Drinkwater
- Inżynierzy dźwięku – Ron Johnson, Emile Elsen, Sytze Gardenier
- Asystenci inżynierów – Frankie August, Michel Damen
- Producent wykonawczy – Jerry Schoenbaum
- Mastering – Ken Perry
- Remix – Don Murray
- Projekt okładki, zdjęcia – Bruce Steinberg